# Muriel Chavassieux
Pour les articles homonymes, voir Chavassieux.
Muriel Chavassieux (nom de jeune fille : Muriel Bernard), née le 24 janvier 1961 à Bourgoin-Jallieu, est une tireuse sportive française.

## Carrière
Muriel Bernard participe aux Jeux olympiques d'été de 1992, terminant 21e en trap mixte, et aux Jeux olympiques d'été de 1996, terminant 14e en double trap féminin.
Elle est aussi médaillée de bronze en trap féminin aux Championnats du monde de tir 1989 à Montecatini.
Elle est mariée au tireur sportif Jean-Pierre Chavassieux.